# Rapino (Teramo)
Rapino is een plaats (frazione) in de Italiaanse gemeente Teramo.